# 福島県を舞台とした作品一覧
福島県を舞台とした作品一覧（ふくしまけんをぶたいとしたさくひんいちらん）では、福島県内をモチーフ、ロケーションとした文芸、ドラマ、映画、漫画・アニメーション作品などについて記述する。

## 文芸作品（小説・古典・随筆・紀行）
- 会津高原殺人事件（西村京太郎）
- 会津執権の栄誉
- 会津路殺人特急（荻原秀夫）
- 会津鶴ヶ城物語
- 会津猫魔怨霊殺人（生田直親）
- 会津友の墓標（西村京太郎）
- 会津の牙（峰隆一郎）
- 会津－米沢復讐回路 （草野唯雄）
- 会津 リゾート列車（辻真先）
- 会津若松から死の便り（西村京太郎）
- 愛と哀しみの墓標（西村京太郎）
- 赤猫（柴田哲孝）
- あだたら卓球場決闘ラブソング（野村美月）
- 安達ヶ原殺人事件（生田直親）
- 安積沼（山東京伝）
- アブラクサスの祭（玄侑宗久）
- アポロンの嘲笑（中山七里）
- いつか海に行ったね（久美沙織）
- 猪苗代湖殺人事件（津村秀介）
- いぬとふるさと（鈴木邦弘）
- 上杉景勝（近衛龍春）
- 上野 会津百五十年後の密約（西村京太郎）
- SLれっしゃだいさくせん（横溝英一）
- 越後・会津殺人ルート（西村京太郎）
- 黄金峡（城山三郎）
- 奥州戦国に相馬奔る（近衛龍春）
- 王城の護衛者（司馬遼太郎）
- 王老杉物語
- 奥只見温泉郷殺人事件（中町信）
- 奥の細道
- 尾瀬の墓標 顔のない刑事（太田蘭三）
- 男たちは北へ（風間一騎）
- 街道をゆく33（司馬遼太郎）
- 片倉小十郎景綱 伊達政宗を奥州の覇者にした補佐役（近衛龍春）
- 彼女の人生は間違いじゃない（廣木隆一）
- 蒲生氏郷（幸田露伴）
- 蒲生氏郷（近衛龍春）
- 記者たちは海に向かった（門田隆将）
- 絆〜走れ奇跡の子馬〜（島田明宏）
- QED 河童伝説（高田崇史）
- 急行奥只見殺人事件（西村京太郎）
- 霧の中（田宮虎彦）
- 黒塚KUROZUKA（夢枕獏）
- けんかえれじい（鈴木隆）
- 告訴せず（松本清張）
- 小磐梯（井上靖）
- ザ・原発所長（黒木亮）
- 殺人熊（太田蘭三）
- 時刻表2万キロ
- 沈める滝（三島由紀夫）
- 死の発送（松本清張）
- 死の淵を見た男（門田隆将）
- 城を取る話（司馬遼太郎）
- 姿三四郎 青春篇（富田常雄）
- 背の眼（道尾秀介）
- 千載和歌集
- 相馬の牙（峰隆一郎）
- 第一阿房列車（内田百閒）
- 大菩薩峠
- 伊達三代記（小川由秋）
- 伊達成実 秀吉、家康、景勝が欲した奥羽の猛将（近衛龍春）
- 伊達政宗（山岡荘八）
- 伊達政宗（海音寺潮五郎）
- ダムサイト（小山いと子）
- 乳と蜜の流れる郷（賀川豊彦）
- 地のはてから（乃南アサ）
- 天才画の女（松本清張）
- 天地人（火坂雅志）
- 遠き落日（渡辺淳一）
- 峠（司馬遼太郎）
- 透明な遺書（内田康夫）
- 独眼竜政宗（津本陽）
- 十津川警部 会津友の墓標（西村京太郎）
- 十津川警部 帰郷会津若松（西村京太郎）
- 直江兼続 北の王国（童門冬二）
- 直江兼続（江宮隆之）
- 直江山城守兼続（近衛龍春）
- 二等兵物語（染取三義）
- 日本百名山（深田久弥）
- 猫魔ヶ岳の妖怪
- 拝領妻始末
- はてしらずの記（正岡子規）
- 花の百名山（田中澄江）
- 播州平野（宮本百合子）
- 磐梯高原殺人事件（草野唯雄）
- 悲運の城（田宮虎彦）
- 風葬の城（内田康夫）
- 福島の花さかじいさん
- フラガールと犬のチョコ
- 放射能を背負って南相馬市長桜井勝延と市民の選択（山岡淳一郎）
- 謀将直江兼続（南原幹雄）
- ホワイトアウト（真保裕一）
- 貧しき人々の群（宮本百合子）
- 松平容保悲運の会津藩主
- まぼろしの橋（三浦哲郎）
- 水芭蕉（真船裕一）
- 落城（田宮虎彦）
- レオン氏郷（安部龍太郎）
- やがて海へと届く(彩瀬まる)

## テレビドラマ
- 愛と野望の独眼竜 伊達政宗（1995年、TBS）
- 愛を裁けますか（1982年、TBS）
- エール（2020年、NHK）
- 絆〜走れ奇跡の子馬〜（2017年、NHK）
- 獅子の時代（1980年、NHK）
- 十字路（1978年、NHK）
- 新選組!! 土方歳三 最期の一日（2006年、NHK）
- 西部警察 PART-III「白銀に消えた超合金X!」「雪の会津山岳決戦!」（1983年、テレビ朝日）
- その女、ジルバ (2021年、フジテレビ)
- 天地人（2009年、NHK）
- 独眼竜政宗（1987年、NHK）
- 独眼竜の野望 伊達政宗（1993年、テレビ朝日）
- 花嫁は厄年ッ!（2006年、TBS）
- はね駒（1986年、NHK）
- ひまわり（1996年、NHK）
- 白虎隊（1986年、日本テレビ）
- 白虎隊（2007年、テレビ朝日）
- 白虎隊〜敗れざる者たち（2013年、テレビ東京）
- 八重の桜（2013年、NHK）
- 湯けむり女子大生騒動（1994年、朝日放送）
- ゆとりですがなにか 純米吟醸純情編 第2話(2017年、日本テレビ)
- 浜の朝日の嘘つきどもと（2020年、福島中央テレビ（福島県先行放送））
- さすらい署長風間昭平スペシャル『塩屋岬いわき殺人事件』（2022年、テレビ東京）

### 特撮
- 超人バロム・1第24話、25話
- ビーファイターカブト第19話（いわき市）

## 映画
- あいのこころ
- 赤い夕陽の渡り鳥
- ASAHIZA 人間は、どこへ行く（南相馬市）
- 遊びの時間は終らない
- アブラクサスの祭
- ALIVEHOON アライブフーン
- 家路
- いこかもどろか
- 浮草日記
- 宇宙大怪獣ギララ
- おだやかな日常
- 親父
- 記憶と記録の間で Afterimages
- 喜劇 駅前温泉
- 警察日記
- 劇場版 ハヤテのごとく! HEAVEN IS A PLACE ON EARTH
- けんかえれじい
- 原子力戦争
- こころの山脈
- 秋桜
- 子どものころ戦争があった
- ジヌよさらば
- シネマハワイアンズ
- 上意討ち 拝領妻始末
- 退屈な日々にさようならを
- 超高速参勤交代
- 釣りバカ日誌8（いわき市）
- トテチータ・チキチータ
- トラック野郎・一番星北へ帰る
- とんがり頭のごん太 ―2つの名前を生きた福島被災犬の物語―
- にっぽん泥棒物語
- 裸のいとこ（南相馬市）
- ハーメルン（昭和村）
- 薄暮
- 春色のスープ
- ビーバップハイスクール高校与太郎哀歌
- 百万人の大合唱
- Fukushima 50（大熊町、双葉町）
- フラガール（いわき市）
- フラ・フラダンス（いわき市）
- 星に語りて
- ホワイトアウト
- 松川事件
- 松川事件 眞実は壁を透して
- 物置のピアノ（桑折町）
- ロケーション

## 漫画
- 会津の釣り宿（つげ義春）
- あかまつ（作井ルビ）
- いちえふ 福島第一原子力発電所労働記（竜田一人）
- エデンの東北(深谷かほる)
- 今日もいい天気(山本おさむ)
- 黒塚 KUROZUKA(夢枕獏、野口賢)
- こみっくがーるず(はんざわかおり)
- ストーリー311
- すみれの花咲く頃（松本剛）
- 宙のまにまに（柏原麻実）
- 伊達政宗（横山光輝）
- デイジー 〜3.11 女子高生たちの選択〜（ももち麗子）
- Dr NOGUCHI 新解釈の野口英世物語（むつ利之）
- なのはな(萩尾望都)
- はじまりのはる（端野洋子）
- 花の慶次(原哲夫)
- 花侍ついばらはじまる恋（スガワラエスコ）
- ぴたてん(コゲどんぼ)
- 兵馬の旗（かわぐちかいじ）
- 二岐渓谷(つげ義春)
- まんが新白河原人 ウーパ！(守村大)
- 未確認で進行形(荒井チェリー)
- 緑山高校(桑沢篤夫)
- ライジングインパクト(鈴木央)

## テレビアニメ
- 黒塚 KUROZUKA
- こみっくがーるず
- 宙のまにまに
- 薄桜鬼
- ぴたてん
- フライングベイビーズ
- フリップフラッパーズ
- 未確認で進行形

## Webアニメ
- 政宗ダテニクル

## OVA
- 緑山高校

## 音楽作品（楽曲・浪曲）
- AIZUその名の情熱
- 会津の女（春日八郎）
- 会津磐梯山（藤圭子）
- I love you & I need you ふくしま(猪苗代湖ズ)
- いわき恋歌
- 逢瀬川（音速ライン）
- 原発音頭（忌野清志郎）
- 高原列車は行く（岡本敦郎）
- サマータイムブルース（忌野清志郎）
- 相馬恋唄
- 只見線恋歌（奥山えいじ）
- 福ある島(GReeeeN)
- 夏草の揺れる丘(THE BACK HORN)
- 福島行進曲
- 福島夜曲
- 土湯賛歌
- みずいろの町（音速ライン）
- みだれ髪（美空ひばり）
- メルトダウン（忌野清志郎）

## 舞台作品
- 男劇団青山表参道X旗揚げ公演「SHIRO TORA~beyond the time~」（2018年、AiiA2.5TheaterTokyo）
- 黒塚
- 神保町花月年末年始公演 キラリ☆白虎隊 （2015年, 2016年、神保町花月）
- 武士白虎〜もののふ白き虎〜 （2015年、天王洲 銀河劇場, アートピアホール, 梅田芸術劇場）
- フラガール
- 若獅子よ立髪を振れ

## ゲーム
- 薄桜鬼
- 白虎隊 志士異聞記 （株式会社ポニーキャニオン／株式会社オペラハウス）

## ラジオドラマ
- 同じ空の下（NHK-FM FMシアター）
- はるかぜ、氷をとく（NHK=FM FMシアター）
- 日時計